# Giacinto Boccanera
Giacinto Boccanera (né le 11 mars 1666 à  Leonessa, dans l'actuelle province de Rieti et mort le 17 mars 1746 à Pérouse) est un peintre italien qui est actif en Ombrie, principalement à Pérouse.

## Biographie
Giacinto Boccanera apprend la peinture à Rome auprès de Giacinto Brandi. 
Les documents biographiques ne font pas état de la date de son établissement à Pérouse, probablement advenue avant 1717, date de sa première œuvre encore existante.
Son activité est concentrée à Pérouse où il se marie et a des enfants.
Il est élu directeur de l'Accademia di Belle Arti dont il assure encore la fonction en 1737, quand l'institut est fermé sur ordre des autorités.
Giacinto Boccanera est mort à Pérouse le 17 mars 1746.

## Œuvres
- Adorazione dei Magi, église Santa Maria di Colle, signée et datée 1717 ;
- Retable, église San Bernardo (1718) (actuellement siège de la Guardia di Finanza) ;
- Six toiles de saints patrons de Pérouse, actuellement dans les magasins de la pinacothèque de Pérouse ;
- Via Crucis (11 tableaux), provenant de l'église San Girolamo ;
- Martirio di santa Giuliana, magasins de la pinacothèque de Pérouse ;
- Battesimo dell'imperatore Costanzo, 1731, église Santo Spirito ;
- Deux tondi ovales de saints, autel de l'église Santa Teresa degli Scalzi (1734) ;
- Fresques, partie droite du transept et Cappella di San Filippo (1735), église San Filippo Neri ;
- Fresque de 400 m2 (env. de 1712), coupole sancuaite san Giuseppe, Leonessa[1] ;
- Samson brûlant les écrits philistins et Dalila coupant les cheveux de Samson, collection de la Fondazione Cassa di Risparmio di Perugia ;
- Les Saints Emidius, François de Paule et Rita  (XVIIIe siècle), Museo Civico, Palazzo Santi, Cascia.

Parmi les œuvres perdues mais documentées figurent :
- Ultima Cena,
- Martirio di san Lorenzo,
- Samaritana,
- Martirio di santo Stefano, église Santa Maria della Misericordia (aujourd'hui siège du Credito italiano),
- Décorations de l'oratoire de la Confraternité des Saints Fiorenzo et Simone,
- Décorations de l'« appartamento nobile » du palazzo Donini (aujourd'hui Banca Nazionale del Lavoro).